# نووکولیکوفسکی
نووکولیکوفسکی (به لاتین: Novokulikovsky) یک منطقهٔ مسکونی در روسیه است که در سرزمین آلتای واقع شده‌است.